# Austrophlugis quaringa
Austrophlugis quaringa är en insektsart som beskrevs av Rentz, D.C.F. 2001. Austrophlugis quaringa ingår i släktet Austrophlugis och familjen vårtbitare. Inga underarter finns listade i Catalogue of Life.